# 숙팍사이 시띠사네
숙팍사이 시띠사네(1996년 5월 1일~ )는 라오스의 유도 선수이다.
2016년 하계 올림픽에서는 남자 -60kg급에 출전했는데 그의 첫 상대는 차이밍옌이었다.